# Novembre 2024
Cette page présente les faits marquants du mois de novembre 2024.

## Événements
- 21 octobre au 1er novembre : conférence de Cali sur la biodiversité (COP 16) en Colombie.
- 28 octobre au 3 novembre : 52e édition du Tournoi de tennis de Paris-Bercy.
- 1er au 3 novembre : Championnats d'Europe de cyclo-cross.
- 1er novembre : l'effondrement d'une partie de l'auvent de la gare ferroviaire de Novi Sad en Serbie fait au moins 14 morts[1].
- 2 novembre : l'étudiante iranienne Ahou Daryaei proteste contre l'imposition stricte et abusive du port du hidjab, elle marche en sous-vêtements après avoir été violemment contrôlée par la police.
- 2 au 9 novembre : 53e édition des Masters de tennis féminin.
- 3 novembre : élection présidentielle en Moldavie (2d tour), Maia Sandu est réélue.
- 4 novembre :
  - au moins dix personnes sont tuées, par l'éruption du mont Lewotobi Lakilaki à Florès, en Indonésie[2] ;
  - au moins 25 personnes sont tuées après le naufrage volontaire de leur embarcation, entre l’archipel des Comores et l’île française de Mayotte[3].
- 5 novembre :
  - au moins 29 Palestiniens sont tués dans des frappes aériennes de Tsahal menées sur plusieurs camps de tentes dans la bande de Gaza[4] ;
  - élections sénatoriales, élections à la Chambre des représentants et élection présidentielle aux États-Unis, Donald Trump est élu, et les républicains prennent le contrôle du Sénat ;
  - référendum sur le statut territorial et élections générales à Porto Rico ;
  - référendum constitutionnel au Qatar.
- 7 novembre :
  - au moins 73 personnes du village d'al-Hilaliya, dans l'État d'Al-Jazirah au Soudan, sont tuées de causes inconnues lors d'un siège du village par des militants des Forces de soutien rapide[5] ;
  - au moins douze Palestiniens sont tués, et plusieurs autres blessés dans des frappes aériennes israéliennes contre une école utilisée pour abriter des personnes déplacées, dans la bande de Gaza[6] ;
  - en Allemagne, la coalition au pouvoir s’effondre en raison de désaccords sur les politiques économiques.
- 9 novembre :
  - au moins 26 personnes sont tuées dont 14 militaires pakistanais, et 60 autres blessées, après un attentat suicide revendiqué par l'Armée de libération du Baloutchistan visant les passagers d'un train dans une gare de Quetta (Baloutchistan), au Pakistan[7] ;
  - plusieurs militaires dont des généraux des forces armées tchadiennes sont morts et d'autres blessés lors d'un affrontement contre Boko Haram dans le département de Fouli dans la province du Lac[8] ;
  - 5 combattants du Front Polisario sont tués et 7 blessés par des drones des forces armées marocaines alors qu'ils effectuaient des tirs de roquettes contre la ville de Mahbès au Sahara occidental[9].
- 10 novembre :
  - Alix Didier Fils-Aimé est nommé Premier ministre d'Haïti, succédant à Garry Conille ;
  - le dragueur de mines japonais JS Ukushima de la classe Sugashima est victime d'un incendie et fait naufrage alors qu’il navigue à environ 1,4 mille nautique d’Oshima, l'équipage de 40 hommes est évacué mais un officier marinier est porté disparu[10] ;
  - départ du 10e Vendée Globe ;
  - élections législatives à Maurice.
- 10 au 17 novembre : 55e édition du Masters de tennis masculin à Turin (Italie).
- 11 au 23 novembre : conférence de Bakou sur les changements climatiques (COP 29) en Azerbaïdjan.
- 11 novembre :
  - une attaque à la voiture-bélier dans le Zhuhui Stadium (en) de Zhuhai fait, selon la police chinoise, 35 morts et 43 blessés[11] ;
  - au moins 30 personnes sont tuées dans des frappes de Tsahal, dans la bande de Gaza[12].
- 12 novembre :
  - la Force aérienne birmane bombarde la ville de Mogok faisant au moins neuf morts et une douzaine de blessés dans le cadre de la guerre civile birmane[13].
  - le démonstrateur d'avion spatial néo-zélandais Dawn Mk-II Aurora franchit pour la première fois le mur du son. Il devient le premier aéronef de conception néo-zélandaise supersonique[14].
- 13 novembre : élection présidentielle au Somaliland.
- 14 novembre : élections législatives anticipées au Sri Lanka.
- 15 novembre : des manifestants prennent d'assaut le Parlement d'Abkhazie dans la capitale Soukhoumi, en signe d'opposition à une mesure proposée qui permettrait aux Russes d'acheter des biens immobiliers en Abkhazie[15].
- 16 novembre :
  - référendum constitutionnel au Gabon, la nouvelle constitution est adoptée ;
  - huit personnes sont tuées, et dix-sept autres blessées,lors d'une attaque au couteau sur le campus de l'Institut professionnel des arts et technologies de Wuxi à Yixing (Wuxi), dans l'est de la Chine ; le suspect, un étudiant est arrêté[16] ;
  - arrestation de Boualem Sansal à son arrivée à l'aéroport d'Alger, révélée par l'hebdomadaire Marianne quelques jours plus tard.
- 17 novembre :
  - élections législatives anticipées au Sénégal ;
  - au moins cinquante personnes sont tuées lors d'une frappe de Tsahal contre un immeuble résidentiel à Beit Lahia, dans le nord de la bande de Gaza[17].
- 18 novembre : le Hamas annonce avoir tué au moins 20 Gazaouis dans le cadre d'une opération contre les pilleurs de convoi humanitaire[18]
- 18-19 novembre : sommet du G20 au Brésil.
- 19 novembre :
  - l'attaque de Boko Haram contre un convoi de la Nigeria Security and Civil Defence Corps (en) fait, selon un bilan provisoire, une cinquantaine de morts parmi les insurgés et 7 disparus par les forces de sécurité[19] ;
  - plus d'une trentaine de membres de gangs sont tués à Port-au-Prince par la police haitienne et des civils[20], leurs corps ont été brûlés par la population[21].
  - Starship flight test 6 (en)
- 20 novembre :
  - selon l'agence de presse arabe syrienne, trente-six personnes sont tuées, et plus de cinquante blessées, après des frappes aériennes de Tsahal, à Palmyre, en Syrie[22], l’Observatoire syrien des droits de l'homme déclarant que 92 combattants pro-iraniens sont morts[23] ;
  - 58e Country Music Association Awards.
- 21 novembre :
  - La Cour pénale internationale émet des mandats d'arrêt contre Benyamin Netanyahou, premier ministre israélien, Yoav Gallant, son ancien ministre de la Défense, ainsi que Mohammed Deïf, cadre du Hamas et planificateur de l'attaque du Hamas contre Israël d'octobre 2023 pour « crimes contre l'humanité et crimes de guerre »[24] ;
  - le gouvernement de la Roumanie signe un contrat pour l'achat de 32 avions de combat furtifs F-35A estimé a 6,1 milliards d'euros ; il devient le 20e client de cet avion[25] ;
  - au moins quarante-trois personnes sont tuées dans deux attaques sectaires distinctes contre des convois de chiites dans le district de Kurram, Khyber Pakhtunkhwa, au Pakistan[26].
- 22 novembre :
  - à la suite des attaques du 22, les violences entre chiites et sunnites font au moins 32 morts lors de combats dans le marché de Bagan, situé dans le district de Kurram au Pakistan. Le bilan des violences depuis l'été est d'environ 150 morts[27] ;
  - l'Assemblée nationale du Nicaragua se prononce en faveur d'une révision constitutionnelle, accroissant les pouvoirs du président de la République Daniel Ortega.
- 23 novembre : 24 personnes sont tuées, et 46 autres sont secourues, après le chavirage de deux bateaux dans l'océan Indien, au large de la côte nord de Madagascar[28].
- 24 novembre :
  - élection présidentielle en Roumanie (1er tour) ;
  - élections générales (2d tour) en Uruguay, Yamandú Orsi est élu président.
- 25 novembre : un avion-cargo Boeing 737-400 de la compagnie espagnole Swiftair affrété par DHL s'écrase lors de son approche pour atterrir à l'aéroport international de Vilnius. Un membre de l’équipage est mort et une maison est incendiée[29].
- 25 novembre au 15 décembre : édition de 2024 du championnat du monde d'échecs.
- 26 novembre :
  - dix personnes sont tuées par des hommes armés non identifiés à Bria, dans la région de Haute-Kotto, en République centrafricaine[30] ;
  - Israël et le Hezbollah conviennent d'un cessez-le-feu de 60 jours pour mettre fin à la guerre au Liban.
- 27 novembre :
  - élections législatives et élection présidentielle en Namibie, Netumbo Nandi-Ndaitwah est élue première femme présidente ;
  - début de l'offensive des groupes d'opposition syriens dirigés par Hay'at Tahrir al-Sham (HTS), contre les forces pro-gouvernementales de l'Armée arabe syrienne (AAS), dans les gouvernorats d'Alep et d'Idlib, en Syrie.
- 28 novembre : quinze personnes sont tuées, et cent-treize autres sont portées disparues, à cause de glissements de terrain à Bulambuli, en Ouganda[31].
- 28 novembre au 15 décembre : 16e édition du championnat d'Europe féminin de handball.
- 29 novembre :
  - élections législatives en Irlande ;
  - trente-trois avions et huit navires de guerre chinois sont repérés dans l’espace aérien et eaux territoriales de Taïwan[32].
- 30 novembre :
  - élections législatives en Islande, les sociaux-démocrates l'emportent sur les conservateurs[33] ;
  - au moins vingt-sept personnes sont tuées, et plus de cent autres sont portées disparues, après le naufrage d'un bateau en route de Kogi, au Nigeria, vers le Niger, dans le fleuve Niger[34].

## Environnement
- Les inondations au Soudan du Sud continuent. Le Bureau de la coordination des affaires humanitaires estime le 9 novembre 2024 que les pluies torrentielles ont touché 1,4 million de personnes et en ont déplacé 379 000, essentiellement dans le nord de ce pays. Il y a un mois, un précédent état des lieux comptabilisait 893 000 personnes affectées et plus de 241 000 déplacées[35].
- La pollution de l'air dans le nord de l'Inde et du Pakistan atteint un niveau ou la santé humaine est menacée. L'indice de qualité de l'air à New Delhi atteint 1 800 le lundi 18 novembre 2024, entre autres à la suite de brûlis de chaumes[36].